# Gaj Valerij Katul
Gaj Valerij Katul (latinsko Gaius Valerius Catullus), rimski pesnik, * 84 pr. n. št., Verona, † 54 pr. n. št., Rim.

## Življenje
Gaj Valerij Katul se je rodil v Veroni, živel pa v Rimu, kjer je tudi mlad umrl. Izhajal je iz ugledne družine: njegov oče je imel na polotoku Sirmion ob Gardskem jezeru vilo in bil prijatelj Gaja Julija Cezarja. V želji, da bi se posvetil politični in finančni karieri, je Katula poslal na šolanje v Rim. Katul se je poskusil v politični službi, ko je leta 57 odšel s propretorjem Memijem v Azijo, vendar potovanje ni izpolnilo njegovih pričakovanj. Zato se je vrnil v Italijo, kjer je živel kot zasebnik v Rimu ali v svoji vili v Tiburu in se začel posvečati poeziji. 
V Rimu se je gibal v izbrani družbi Hortenzija in Cicerona,tam pa se je srečeval tudi s svojo domnevno muzo Klodijo. V svojih pesmih vseeno kaže sposobnost za pravo prijateljstvo in idealno ljubezen, ki jo opeva kakor noben pesnik antike. Pogosto se je iz Rima umaknil v svoj rojstni kraj, ki se ga v pesmih spominja z veliko ljubeznijo.
Katul je sodil v krog mlajših pesnikov, t. i. neoterikov, ki so bili po večini njegovi rojaki; glavna zastopnika te veje, Licinius Calvus in Helvius Cinna, sta bila njegova najožja prijatelja. Zgledovali so se po grških helenističnih avtorjih (zlasti pri Kalimahu). Posnemali so njihovo prefinjeno verzno in slogovno umetnost, zlasti njihove zvrsti in oblike. Katul se je zgledoval tudi pri Arhilohu, Sapfo in Anakreonu ter prevzemal njihove verzno-kitične forme.

## Ustvarjalnost
Katula lahko označimo kot najbolj subtilnega in  elementarnega rimskega liričnega genija. Glavna značilnost Katulove poezije je neposredna nazornost, s katero oblikuje lastno življenjsko izkustvo v duhu individualizma, hedonizma, odpora zoper veljavne socilane in moralne norme ter obupa in resignacije.
Kot pesnik kaže predvsem dvojno lice; na eni strani predstavlja vnetega posnemovalca učene aleksandrijske poezije, na drugi strani pa pesnika liričnih priložnostnih pesmi. Katul se je najprej izpopolnil v tehniki in za vajo prevajal Kalimahove pesmi. Toda njegova izredna pesniška nadarjenost in občutljivost ga je kmalu privedla do tega, da je v pesmih izražal svoja najpristnejša občutja trenutka in osebna doživetja, pa naj so bili to ljubezen ali sovraštvo, veselje ali žalost. Po tej sveži osebni noti nas spominja na grške lirike Arhiloha, Sapfo in Alkaja. Kljub grškim vzorom, katerih vpliv se kaže v posameznostih, pa je razvil samostojen in svojstven, če tudi včasih trd in okoren izraz.
Katulova  pesniška dela so ohranjena predvsem v zbirki Catulli Veronensis liber, ki so jo ob koncu 10. stoletja odkrili v Veroni. Knjiga obsega tri dele; prvi del tvorijo manjše, kratke pesmi v različnih lirskih in jambskih merah, med temi prevladujejo enajsterci, v drugem delu so zbrane daljše pesmi, v tretjem pa so epigrami, ki so v veliki večini satirične vsebine.
V kratkih pesmih je Katul nadaljeval in prosto uporabljal številne grške motive, vendar je stopnja odvisnosti od grških predlog, v posamičnih njegovih pesmih, zelo različna. Grške elemente po navadi prepoji z osebnim življenjem in jih prelije v novo formo; pogosto zavestno prevzame samo začetek, nato pa počasi prevlada njegova lastna osebnost.

### Katul in rimska erotična elegija
Katul je eden izmed štirih predstavnikov t. i. rimske erotične elegije. V zbirki Pesmi (Carmina) opisuje kratke ljubezenske in pivske pesmi po Kalimahovem zgledu. Tu gre predvsem za epilije, kratke elegije in zlasti epigrame. Osrednje pesmi govorijo o Katulovi ljubezni do ženske Lezbije, ki jo umetno poimenuje po otoku Lesbosu, domovini pesnice Sapfo.
Ta lirika je prvi primer evropske lirike, ki je vsaj na videz, izrazito osebna. Razumemo jo lahko kot nekakšen dnevnik o ljubezni, ki sega od čiste erotike do sovraštva in ljubezenske resignacije. Pesmi so odsev vseh nastrojenj, ki jih ljubezen mora zbuditi. Katulov pesniški govorec, se nam kaže kot hitro razburljiv človek, ki vidi samo črno ali belo in daje svoji blaženosti ali sovraštvu izraz tudi v pesmi.
V aleksandrijskem stilu in po Sapfinem zgledu je Katul spesnil tudi več poročnih pesmi, v katerih  spremlja ves potek svatbenih svečanosti. Pesnik torej dejanja ne opisuje, temveč se ta pred nami v vsej živo pisani barvitosti in veseli razigranosti razvija. 
Na ta način Katul v grško topiko poročnih pesmi vnese specifične rimske elemente; pri tem privzete grške prvine prevladujejo predvsem v formi in tehniki.
Katul ni hotel napisati izrazito rimskega dela, saj bi tako moral opustiti grško geografijo, grške mite in uvesti več rimskih šeg. Tako so pesmi samostojna Katulova kompozicija, nastala iz pobud, ki jih je pesnik črpal seveda iz Sapfe, Kalimaha in Teokrita.
Katul je postal odličen zastopnik in vzor rimske invektive, ki ima pri njem izvor zgolj v osebnem razmerju, kar je razvidno tudi iz njegovih političnih pesmi, kjer se kaže Arhilohov vpliv. Namreč helenistična doba ni bila najbolj primerna za uspevanje teh pesmi, zato se lahko Katulova politična invektiva označi za nujen produkt rimskega duha. Pri Katulu ločimo dve vrsti invektive; prva je iz grških vplivov, druga pa je domačega, italskega izvora.

#### Pesem o vrabcu
Izmed kratkih pesmi z erotično vsebino so najbolj znane tiste, ki stojijo v začetku Katulove zbirke Carmina, med njimi je to "Pesem o vrabcu". Pri pisanju pesmi je imel na razpolago bogat grški material, povezan z opevanjem ptic, še posebej vrabcev. Kot pesniško obliko je Katul uporabil enajsterec in tako ustvaril pristno, osebno občuteno pesmico s pretirano tragičnim poudarkom takrat, ko vrabec, Lezbijin ljubljenček, umre. Prav s to pretiranostjo Katul učinkuje humoristično.
Pesem ima  erotično-subjektivni značaj, njena zgradba pa je svojevrstna in je v tesni zvezi z vsebino, ki razpade na dva dela. Prvi del nam riše Lezbijino igračkanje s ptičkom, kratek sklep pa je pesnikov vzklik, ko zaradi svojega neutešenega ljubezenskega hrepenenja prosi vrabca, naj mu s svojim oglašanjem pomiri hude skrbi.

### Pripovedno pesništvo
Mali ep je bil priljubljen zlasti pri aleksandrijskih pesnikih, še bližje Katulu pa je bil Moshos. Katul je  hotel potrebno učinkovitost doseči s kontrasti, zato drugega ob drugega postavi dva motiva. Mitične osebe, ki nastopajo, nimajo na sebi nič božanskega ali herojskega, temveč so pravi, resnični ljudje tedanje dobe. Ozračje, v katerem se gibljejo Katulovi junaki, je miroljubno in idilično preprosto.
Katula, kot pripovednega pesnika, tudi nasploh lahko uvrstimo med učence, t.i aleksandrijicev. Njegove pesmi so deloma pravi prevodi ali pa posnemanja in prepesnitve po helenističnih vzorih. Vendar je značilno, da Katul ne posnema slepo suženjsko, tudi se izogiba glosomanije svojih učenih vzornikov in ostane povsod lahko umljiv. Pač pa je tipično aleksandrijsko njegovo detajlirano slikanje čustev in občutij ter cela vrsta pesniških in stilnih posebnosti, v gradnji verzov pa kaže še mnogo arhaizmov.

### Katulove metrične oblike
Katul je pri svojem pesništvu uporabljal različne metrične oblike. Katul sam pripoveduje, da se je zabaval s tem, ko je pesnil pesmi v različnih merah in v tej spretnosti skušal doseči grške pesnike. Kot prvi pri Rimljanih je uvedel sapfično kitico, ki jo je kasneje izpopolnil Horac. Svoje priložnostne pesmi ali kratke pesmi je Katul pesnil v jambih, šepavcih, enajstercih in epigramih. Kot dopolnilo krajših izrazov in mest pa ima ohranjen tudi grški heksameter, ki ga je tudi natančno prevedel, da bi s prevodom opozoril bralce na grški original.
Katula je vodila tudi težnja izboljšati rimsko metriko. Hotel je pokazati, da lahko Rimljani pogosteje uporabljajo spondejski  metrum, ki bolj ustreza latinskemu jeziku.
Jamb. Katul v svojih jambskih pesmi sledi Arhilohu in Kalimahu. Vzor za tako strogo obliko je našel pri aleksandrijcih, saj pri starogrških klasičnih pesnikih jamba ne zasledimo. Nekateri vidijo Katulovo podobnost z grškimi jambografi v nazornih primerah iz narave, ki pa jih Katul nadgradi z vplivi helenistične bukolske poezije in s svojim ostrim opazovanjem in smislom za lepote narave.  Že tukaj se nam javlja Katulova posebnost, da se ne drži trdno enega vzora, temveč povzame nekaj po enem, nekaj po drugem.
Katulova jambska poezija se da razdeliti v dve smeri: prva je humoristična, zasmehujoča, druga pa satirična in napadalna. Katul se po svojem temperamentu nagiba k drugi, ki napada in skuša raniti.
Šepavec. Uporablja Katul v več pesmih, ki po svoji satirični vsebini močno ustrezajo Hiponaktovemu šepavcu, za katerega je značilno trivialno, vulgarno izražanje, združeno s parodijo. Pri Rimljanih sta uvedla to mero Katul in njegov krog. Povzeli so jo po aleksandrijcih in prek teh so se seznanili tudi s Hiponaktom. Katulu bolj ugaja kot njegovi grški posnemovalci. 
Katulu je mnogo do tega, da bralci natančno spoznajo njegove osebe, zato v pesmih, z vso brezobzirnostjo napada osebe, ki jih imenuje z njihovimi pravimi imeni.
Enajsterec. Katulov enajsterec je nastal pod vplivom grške lahke poezije, ki je v veliki meri izoblikovla tudi šege in navade rimskega izobraženstva. Literarna tradicija te pesniške vrste dovoljuje zelo svoboden jezik, kar je bil poleg Katulovega osebnega temperamenta eden od odločilnih dejavnikov, da se je v njegovi poeziji razvila tolikšna satiričnost, povezana z medsebojnim telesnim stikom. 
Po svojem duhu je vsebina Katulovih enajstercev podobna stari atiški komediji. Značaj enajsterca je, kot so poudarjali že predhodniki Katula, igra (lusus), in to je značilno za veliko večino Katulovih enajstercev. Vse to pa dokazuje, da Katul ni bil prvi na tem področju in tako se zmanjšuje tudi stopnja njegove originalnosti.

## Vplivi Katulove ljubezenske poezije na evropsko in slovensko književnost
Rimska poetična literatura je bistveno oblikovala evropsko in slovensko umetnost srednjega veka  in renesanse. Zlasti na renesanso je vplival tudi rimski pogled na svet, in sicer, težnja k uživanju oziroma senzualizem, kot je znal opisati Katul.
Potem ko je Katul v svojih pesmih o Lezbiji iznašel tematiko velike, enkratne, usodne ljubezni z njenimi tragedijami, nesrečami in obupom, pa tudi s srečnimi trenutki, kot jih opeva pesem Blagoslov ljubezni, so to tematiko povzeli v novih oblikah tudi srednjeveški trubadurski pesniki in Dante, za njim pa Petrarca, renesančni pesniki in pozneje zlasti romantiki. Z zgledi Katulove elegije so kasneje zasloveli tudi Nemci; Goethe in njegove Rimske elegije pa  Rilke in Devinske elegije.
Na slovensko umetno književnost, od razstveljenstva naprej, se kaže vpliv prek klasizicma, ki se je opiral na rimsko klasiko. Katulov vpliv seže tudi v slovensko romantiko; Prešeren je ostal zvezan s tradicijo celotne rimske erotične elegije in tako tudi Katulove, po njem pa so jo uveljavljali še drugi slovenski liriki, kot so Simon Jenko, Dragotin Kette in Oton Župančič.
Prevodi iz rimske književnosti v slovenščino so začeli nastajati že v 18. stoletju, vendar je vrh prevajanja rimske književnosti doseglo vrh v 20. stoletju, ko je vrsta prevajalcev poslovenila skoraj vsa osrednja dela rimske poezije, med njimi tudi Katulove.
V povezavi s samo rimsko liriko na slovenskem je vredno omeniti tudi skladatelja Jakoba Gallusa. Med avtorji tekstov, ki jih je skladatelj uporabil za svoje uglasbitve, so bili tudi rimski pesniki, med njimi še posebej Katul, katerega verze je uporabil v enem svojih najslavnejših motetov Odi et amo (sovražim in ljubim).